# Черноморская морская свинья
Черноморская морская свинья (азовка, азовский дельфин, тупомордый дельфин, буртук, мутор, хамсятник) (лат. Phocoena phocoena relicta) — черноморский подвид вида морская свинья (Phocoena phocoena).

## Описание подвида
Длина 1,3—1,5 метра, вес около 30 килограммов. Встречались особи до 1,8 метра. Самки немного крупнее самцов. Голова короткая, с притупленной мордой. Окрас спины тёмно-серый, иногда чёрный, брюхо — светлое. Встречаются альбиносы. Слой подкожного жира до 4 сантиметров.
Половой возраст самок 4 года, беременность 9—11 месяцев, приплод — 1 детёныш, весом до 8 килограммов. Кормление молоком до 6 месяцев.
Кормовая база — мелкие донные (в основном бычки), а также пелагические рыбы (хамса, атерина), реже беспозвоночные. Дневной рацион 3—5 килограммов. Максимальная глубина погружения при питании до 75 метров, нахождение под водой до 6 минут, предельная скорость плавания 22 километра в час.
Ареал — прибрежные воды Чёрного моря, в тёплое время года Азовское и Мраморное моря. Редко регистрируются заходы в Эгейское море, а также в реки Дунай и Дон. Отмечены сезонные миграции между Чёрным и Азовским морями. Обитают небольшими группами до 10 особей, предпочтительно на мелководье.
В последнее столетие произошло резкое сокращение популяции. В 1989 и 1990 годах были отмечены две эпизоотии имевшие панчерноморский характер, на побережье Крыма было обнаружено около 300 мёртвых животных, в основном неполовозрелых. В соответствии с классификацией Международного союза охраны природы подвиду присвоен статус «находящегося в опасном состоянии». Подвид включен в Приложение II Бернской конвенции, Приложение II Боннской конвенции, Приложение I соглашения ACCOBAMS и Приложение II Международной конвенции СИТЕС. Как охранные меры рассматривается ограничение рыболовствалова донными жаберными сетями в акваториях глубиной до 70 метров, особенно в сезон размножения азовки (15 мая — 15 июля в Чёрном море и 1 июня — 31 июля — в Азовском); обеспечение безопасности этих животных при проведении морских пневмоударных и взрывных работ.
В настоящее время к факторам сокращения численности относятся: браконьерство, эпизоотии, истощение кормовых ресурсов, загрязнение среды обитания, в Азовском море иногда случаются заморы дельфинов подо льдом. По данным на 1990 год, по ряду оценок, общая популяция подвида составляла 10 000 особей.
Срок жизни в естественных природных условиях — в среднем 7—8, максимум до 15 лет.
Из-за произошедшего 15 декабря 2024 года разлива мазута в Керченском проливе погибло по меньшей мере 19 азовских дельфинов.